# Sphelodon
Sphelodon is een insectengeslacht dat behoort tot de orde vliesvleugeligen (Hymenoptera) en de familie van de gewone sluipwespen (Ichneumonidae). De wetenschappelijke naam van het geslacht werd voor het eerst geldig gepubliceerd door Henry Keith Townes, Jr. in 1966.

## Soorten
- Sphelodon annulicornis (Morley, 1914)[2]
- Sphelodon antioquensis Herrera-Florez, 2017[3]
- Sphelodon beameri Dasch, 1988[4]
- Sphelodon boraceiensis Herrera, 2011[5]
- Sphelodon botucatensis Herrera, 2011[5]
- Sphelodon brunicornis Herrera, 2011[5]
- Sphelodon concolor Dasch, 1988[4]
- Sphelodon guanacastensis Godoy & Gauld, 2002[6]
- Sphelodon nomene (Davis, 1898)[7]
- Sphelodon phoxopteridis (Weed, 1888[8]
- Sphelodon plaumanni Herrera, 2011[5]
- Sphelodon ugaldei Godoy & Gauld, 2002[6]
- Sphelodon wardae Godoy & Gauld, 2002[6]
- Sphelodon zuleidei Herrera, 2011[5]